# Anlagenmechaniker für Sanitär-, Heizungs- und Klimatechnik

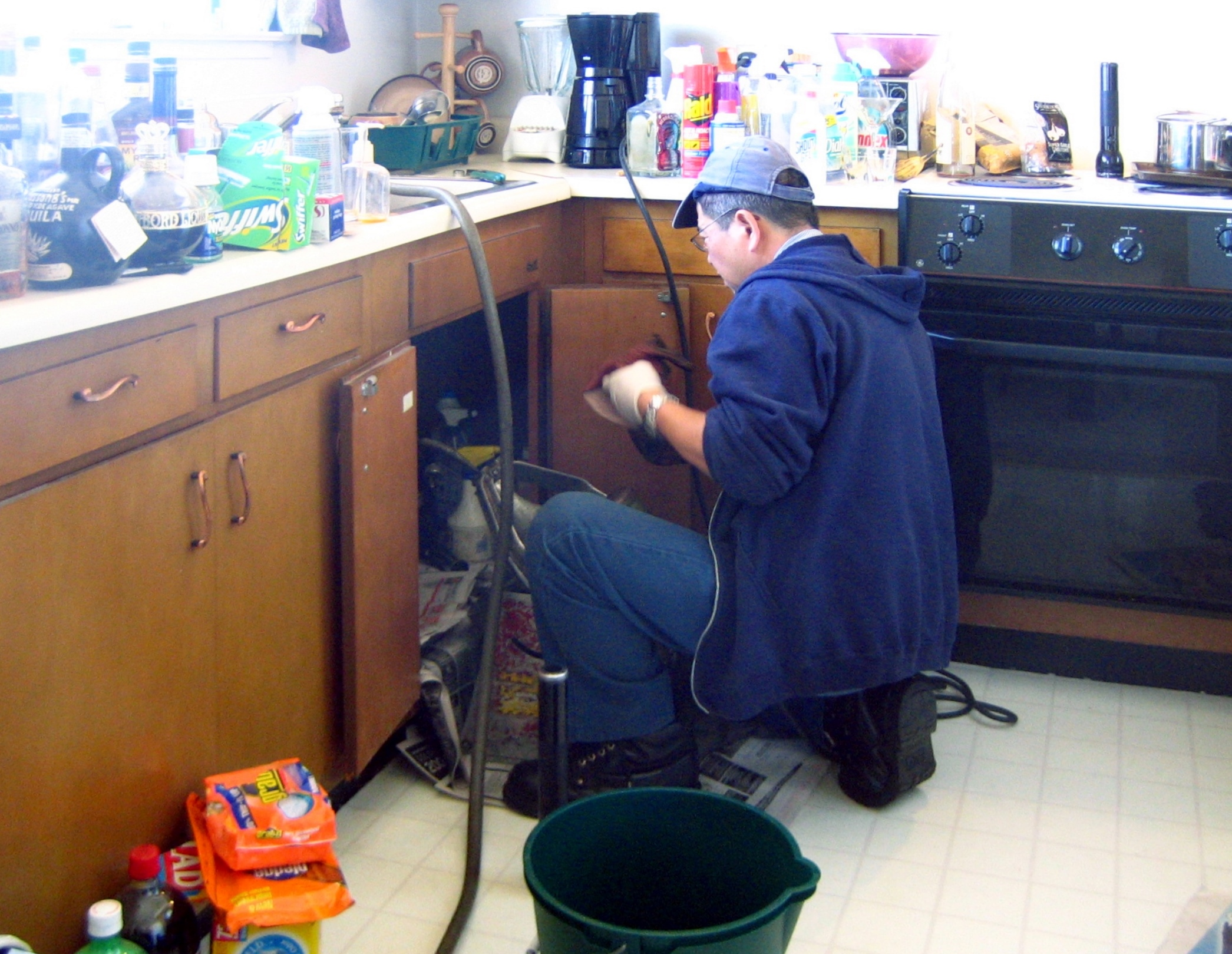
Installateur

Der Beruf des Anlagenmechanikers für Sanitär-, Heizungs- und Klimatechnik existiert in Deutschland unter diesem Namen seit 2003. Die ersten Anlagenmechaniker wurden ab dem Jahr 2003 ausgebildet. Der Ausbildungsberuf des Anlagenmechanikers umfasst das Berufsbild des Gas- und Wasserinstallateurs, des Heizungs- und Lüftungsbauers (auch Zentralheizungs- und Lüftungsbauers), welche nun in ihrer ursprünglichen Form nicht mehr existieren. Stattdessen wurden die Berufe zum Anlagenmechaniker zusammengelegt. Des Weiteren kommen noch Komponenten der Solartechnik und der Elektrotechnik hinzu. Insbesondere die Elektrotechnik ist hierbei erwähnenswert, da der Anlagenmechaniker nach erfolgreicher Abschlussprüfung Elektrofachkraft für festgelegte Tätigkeiten ist, was den Stromkreis ab der Unterverteilung bis beispielsweise zu einer Heizkreispumpe betrifft.
Die ersten Anlagenmechaniker für SHK haben Anfang 2007 ihre Ausbildung abgeschlossen.

## Ausbildung
Die Ausbildung zum Anlagenmechaniker für Sanitär-, Heizungs- und Klimatechnik dauert in der Regel 3½ Jahre und endet mit dem Abschluss als Geselle, wenn die Ausbildung bei einem Handwerksbetrieb durchgeführt wurde. Findet die Ausbildung in einem Industriebetrieb statt, so wird die Prüfung vor der Industrie- und Handelskammer abgelegt. Die Ausbildung wird nach dem dualen Prinzip durchgeführt, also im Ausbildungsbetrieb und einer staatlichen Berufsschule. Die duale Ausbildung wird im Handwerk um sogenannte überbetriebliche Lehrgänge ergänzt, in denen Fertigkeiten vermittelt werden, die für das Berufsbild wichtig sind, aber nicht mehr in jedem Unternehmen ausgeführt werden (zum Beispiel Schweißen). Eine Verkürzung der Ausbildung um ein halbes Jahr ist unter der Voraussetzung eines entsprechenden Notendurchschnittes und des Einverständnisses des Ausbildungsbetriebes möglich.
Am 1. August 2016 trat eine neue modernisierte Ausbildungsordnung der Anlagenmechaniker/-innen für Sanitär, Heizungs- und Klimatechnik (SHK) in Kraft. Neu ist im Ausbildungsrahmenplan das Thema Gebäudemanagementsysteme. Eine größere Bedeutung bekommt auch die Durchführung von Hygienemaßnahmen bei Trinkwasser-, Brauchwasser- und Lüftungssystemen. In die Berufsausbildung integriert ist zudem die Ausbildung zur Elektrofachkraft für festgelegte Tätigkeiten. Die neue Ausbildungsordnung und der Rahmenlehrplan lösen die Regelungen aus dem Jahr 2003 ab.

### Nachwuchsprobleme
Viele Betriebe, Innungen und Handwerkskammern sehen schon seit längerem Nachwuchsprobleme mit der Folge des Fachkräftemangels.
Die Tatsache, dass der Handwerksberuf aufgrund wachsender Anforderungen wie Energiesparen und Trinkwasserhygiene immer komplexer wird, stellt an die Auszubildenden gewisse Anforderungen. Da immer mehr die Berufe außerhalb des Handwerks als erste Wahl bei Schulabgängern gelten, werben die Handwerkskammern seit neuerem wieder mit der Zukunft Handwerk.

### Spezialisierung
Während der Ausbildung (in der Regel jedoch zu Beginn) spezialisiert sich der angehende Anlagenmechaniker auf eines der Handlungsfelder:
- Wassertechnik
- Wärmetechnik
- Klimatechnik
- Erneuerbare Energie/Umwelttechnik

Er bekommt zusätzlich zu den Grundkenntnissen, die allen Anlagenmechanikern während der Ausbildung vermittelt werden, Spezialkenntnisse in dem entsprechenden Handlungsfeld. Auch die Abschlussprüfungen differieren in Abhängigkeit von der Spezialisierung ein wenig voneinander. So muss ein Anlagenmechaniker mit Handlungsfeld Wärmetechnik zum Beispiel eine Abgasmessung an einem Ölkessel durchführen. Ein Anlagenmechaniker für Wassertechnik hingegen eine Abgasmessung an einer Gastherme. Bis auf die unterschiedlichen Fragen in den Einzelgesprächen unterscheidet sich der Rest der praktischen Prüfung nicht. Meistens ist ein Aufbau an einer Montagewand zu tätigen, der eine Gastherme, Warmwasserspeicher und kleinere Elektroinstallation enthält.

### Umschulung
Arbeitslose mit und ohne beruflichen Abschluss sowie ALG I und ALG II Empfänger können sich zum Anlagenmechaniker SHK umschulen lassen. Die Maßnahme wird von der Bundesagentur für Arbeit gefördert (Bildungsgutschein). Sie dauert in der Regel 24 Monate und endet mit einer Prüfung vor der Handwerkskammer (HWK). Es gibt mehrere regionale Anbieter, die solche Umschulungen anbieten, wie die Innung SHK Köln, die IBB Institut für Berufliche Bildung AG, der TÜV Nord oder die TÜV Rheinland Akademie GmbH.

## Verdienst
Der Verdienst der ausgebildeten Gesellen ist in Tarifverträgen geregelt. Diese können je nach Bundesland und Vertragsparteien variieren.
Für den Gesellen ist mit Erreichen des 4. Berufsjahres die automatische Lohnsteigerung beendet. Eine weitere Lohnsteigerung kann jetzt nur noch durch Aufstieg zum selbstständigen Gesellen oder Kundendienstmonteur erfolgen. Um zum Kundendienstmonteur oder Obermonteur zu werden, sind jedoch in der Regel Fort- oder Weiterbildungen notwendig.
In der Schweiz bewegt sich der durchschnittliche Lohn eines Anlagenmechaniker im Bereich Heizung, Lüftung und Klima zwischen je nach Erfahrung zwischen 4'050.– und 4'650.– Franken.

## Weiterbildung
Ein Anlagenmechaniker, der die Gesellenprüfung erfolgreich abgelegt hat, hat mehrere Möglichkeiten, sich beruflich weiterzubilden:

### Kundendiensttechniker / Servicetechniker
Wenn er weiterhin eine rein praxisorientierte Tätigkeit anstrebt, besteht die Möglichkeit der Weiterbildung zum Kundendiensttechniker. Diese Weiterbildung wird von den Handwerkskammern oder den Innungen angeboten und findet berufsbegleitend statt. Diese Weiterbildung befähigt vor allem zur Wartung und Reparatur von Feuerungstechnischen Anlagen sowie Wärmepumpen und Sanitäranlagen. Weiterhin wird hier Wert auf den Umgang mit dem Kunden gelegt, da die Kundendienstmonteure als Aushängeschilder der Firma, bei der sie arbeiten, gelten. Berufsbegleitend heißt in der Regel 240 Stunden Ausbildung über die Handwerkskammer oder Innungen bzw. deren Bildungseinrichtung.

### Meister
Strebt ein Anlagenmechaniker-Geselle eine praktisch-theoretisch orientierte Tätigkeit an, empfiehlt es sich, die Meisterprüfung abzulegen (Installateur- und Heizungsbaumeister). Hier bekommt er weitere theoretische und praktische Kenntnisse vermittelt, erhält die Befähigung einen Betrieb zu leiten und Lehrlinge auszubilden. Meisterkurse werden von den Handwerkskammern, von privaten Bildungseinrichtungen und von staatlichen Schulen (meistens Berufskollegs) angeboten. Es besteht die Möglichkeit, die Meisterschule berufsbegleitend (ca. 2–3½ Jahre) zu besuchen, oder in Vollzeit (ca. 1–2 Jahre). Die Gesamtstundenzahl beträgt dabei zirka 1270 Stunden, wovon 700 Stunden auf den technischen Theorieteil entfallen.
In Deutschland einigten sich Bund und Länder sowie weitere Partner im Februar 2012 darauf, an Handwerks-, Industrie- und Handelskammern erworbene Meisterbriefe im Rahmen der Erstellung des Europäischen Qualifikationsrahmens (EQR) auf die Stufe 6 von 8 einzuordnen. Damit steht ein Meisterabschluss mit dem Bachelor (B.Eng.,B.Sc.) auf der gleichen Stufe, ebenso der Techniker.

### Staatlich geprüfter Techniker
Strebt der Anlagenmechaniker eine rein theoretisch orientierte Tätigkeit an, legt keinen Wert auf den praktischen Teil seines Berufes, also der Arbeit auf der Baustelle, oder ist diesem aus gesundheitlichen Gründen nicht mehr gewachsen, so steht ihm die Möglichkeit offen, sich zum staatlich geprüften Techniker für Heizungs-, Lüftungs- und Klimatechnik, zum staatlich geprüften Techniker für Sanitärtechnik oder zum staatlich geprüften Techniker für Gebäudesystemtechnik weiterzubilden. Mit dieser Ausbildung verlässt er den Pfad der praktischen Arbeit, und spezialisiert sich auf Planungs-, Überwachungs- oder Vertriebsaufgaben in seiner Branche. Die Weiterbildung zum staatlich geprüften Techniker wird sowohl berufsbegleitend (ca. 4 Jahre) als auch in Vollzeitform (ca. 2 Jahre) angeboten. Durchgeführt wird die Technikerschule meistens an staatlichen Berufskollegs mit angegliederter Berufsfachschule, jedoch gibt es auch private Organisationen, die diese durchführen. Die Möglichkeit, ein Fernstudium zum staatlich geprüften Techniker zu absolvieren, besteht ebenfalls.
Auch der Techniker kann unter bestimmten Voraussetzungen (setzt die Handwerkskammer fest) ebenfalls einen Betrieb leiten. Allerdings fehlen ihm hierzu die kaufmännischen Kenntnisse, die er sich auf anderem Wege verschaffen muss. Wenn ein durch einen Techniker geführtes Unternehmen Lehrlinge ausbilden möchte, muss der Betriebsleiter eine zusätzliche Ausbildereignungsprüfung ablegen oder einen Mitarbeiter, der über diese verfügt, zum Ausbildungsbeauftragten ernennen. Der Umfang der Ausbildung muss mindestens 2400 Stunden betragen. Der Techniker ist wegen der Stundenanzahl von mindestens 2400 Stunden, fachlich zwischen Meister (ca. 700 Stunden Theorie) und Ingenieur eingestuft. Für Berufe innerhalb des Handwerks wird der Meister laut Handwerkskammern als höchster Bildungsabschluss bezeichnet.

## Kenntnisse und Fertigkeiten
Der Anlagenmechaniker für Sanitär-, Heizungs- und Klimatechnik ist in der Lage, Sanitär-, Heizungs- und Klimasysteme nach Plan zu erstellen, die Anlagen zu warten und zu reparieren. Für die Erstellung der Anlagen stehen einer nach dem Berufsbild ausgebildeten Fachkraft verschiedene Füge- und Verbindetechniken zur Verfügung, wie zum Beispiel das Schweißen, das Hartlöten, das Weichlöten (wie das Pressen). Kenntnisse über Blechverarbeitung werden in der Berufsausbildung ansatzweise erlernt.
Im Bereich Wartung und Reparatur von Sanitär-, Heizungs- und Klimaanlagen verfügt ein ausgelernter Anlagenmechaniker im Normalfall nur über Grundwissen, welches erforderlicherweise durch Weiterbildungen an die Praxis angepasst werden muss, bevor Wartungs- wie Reparaturarbeiten wirklich selbstständig ausgeführt werden können. Neben der Möglichkeit, auch nach der Ausbildung von einem erfahrenen Kundendienstmonteur in gewisse Themenfelder wie der Feuerungstechnik oder der Wartung an Lüftungsanlagen eingearbeitet zu werden, gilt es für Betriebe, mangelnde Spezialisierung durch Weiterbildungen an Handwerkskammer, Instituten wie dem Haus des Handwerks in Essen oder bei den diversen Herstellern auszugleichen.